# پرده‌گردانی

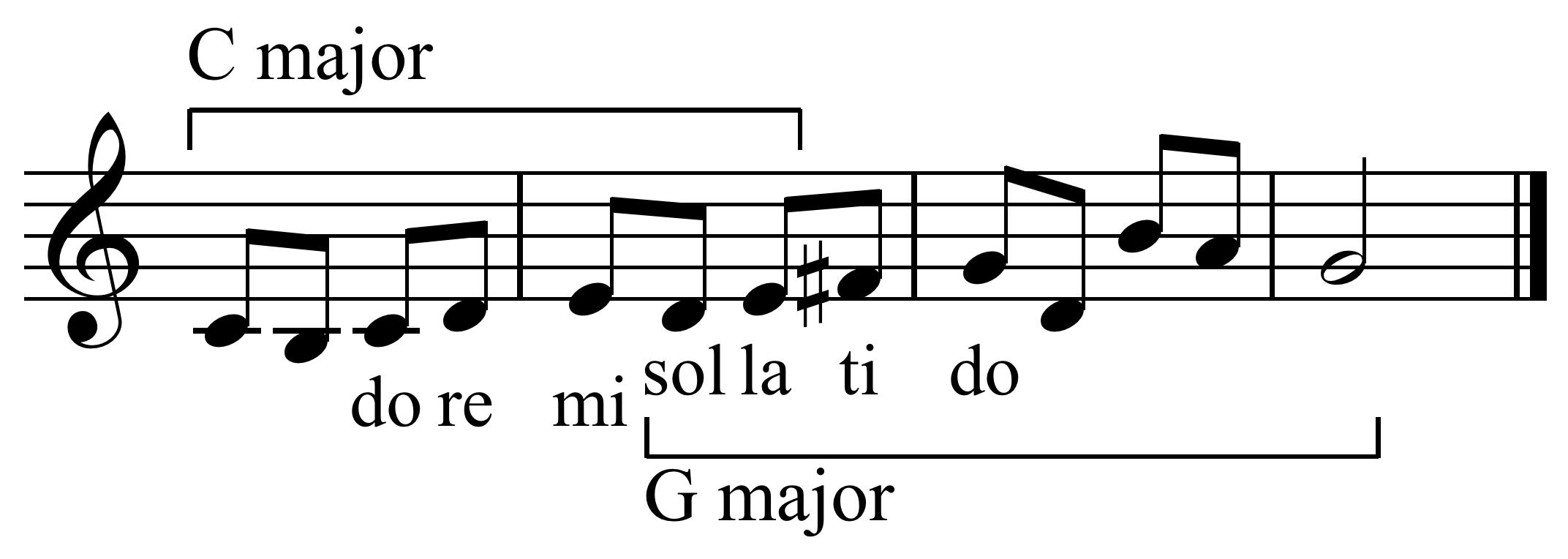
مثال: مدگردی ملودیک از دو ماژور به سل ماژور.

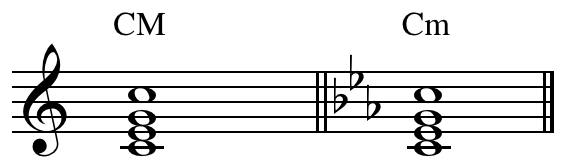
مثال: تغییرِ سرکلید از دو ماژور به دو مینور.

پرده‌گردانی، مُدگردی یا مُدولاسیون (به فرانسوی: modulation)، در موسیقی تغییر از یک تونالیته (تونیک یا مرکز تنال) به گامِ دیگر است. این ممکن است با تغییر سرکلید همراه باشد یا نباشد. مدولاسیون‌ها ساختار یا فرم بسیاری از قطعات را تغییر یا به بیان جدیدی منتقل می‌کنند. در این تغییر از آکورد به عنوان پایه، تقویت‌کننده، واسطهٔ تنالیته یا گذر استفاده می‌شود.
مدگردی بخش اساسیِ هنر است. بدون آن موسیقیِ کمی وجود دارد، زیرا یک قطعه، زیبایی واقعیِ خود را از تعداد زیادی مُدِ ثابت نمی‌پذیرد، بلکه از بافت ظریفِ مدگردیِ آن ناشی می‌شود.— چارلز هنری بلینویل (۱۷۶۷)

## تعریف

نموداری از گام کروماتیک که دایره پنجم‌ها در درون آن با هر طیف از رنگ، فواصل پنجم درست و چهارم درست را برای ساده‌ترین روشِ مدگردی از گام‌های «بالارونده» یا «پایین‌رونده»، نشان می‌دهد.

مدولاسیون یا مدگردی عبارت است از روشی برای تغییر در تنالیته از طریقِ به کار گرفتن نظم و قواعدی که بتوان این انتقال را به خوبی انجام داد. در تاریخ موسیقی، پرده‌گردانی پس از تثبیت گام‌های مینور و ماژور به وجود آمد. این امر به منظور خروج از یک تنالیتهٔ خاص، پرهیز از یک‌نواختیِ قطعهٔ موسیقی و ایجاد تنوع استفاده می‌شود.
در تمامی فرم‌های موسیقی کلاسیک از قطعات کوچک تا سمفونی، کنسرتو، پرلود، فوگ، انوانسیون و بسیاری دیگر، از مدولاسیون به صورت گسترده‌ای استفاده شده‌است. در این میان هر نوع تغییرات کروماتیکی مدولاسیون محسوب نمی‌شود، بلکه ممکن است در درونِ یک تم یا قسمتِ «بسط و گسترش» به عنوان تنالیتهٔ میانی در نظر گرفته شود. مدگردی زمانی تثبیت می‌شود که با یک کادانس کامل به تنالیتهٔ جدید وارد شود. با گذشت زمان، پرده‌گردانی گسترش زیادی پیدا کرد و ابتدا با آکورد مشترک و گام نزدیک آغاز شد و سپس در موسیقی قرن نوزدهم با حفظ مرکز تنال، به گام‌های خیلی دورتر انتقال پیدا می‌کرد.
راه‌های زیادی برای مدگردی وجود دارد، اما سه نوع از آن را به عنوان اصلی‌ترین روش برای انتقال هارمونیک می‌دانند که شامل: مدگردی دیاتونیک، کروماتیک و آنارمونیک است.
- مدگردی هارمونیک: از طریق آکورد شبه تونیک، نمایان و آکورد مشترک.[۸]
- مدگردی ملودیک: از راه آکوردهای شبه تونیک و استفاده از نت محسوس گام جدید.[۸]
- مدگردی «متریک و ریتمیک»: آکوردهای شبه تونیک و نمایان با ضرب‌های آکسان‌دار برای تقویت آکورد مشترک.[۸]

روشِ دیگر استفاده از سکانس است که به وسیلهٔ آن می‌شود به تنالیته‌های خیلی دور مدگردی کرد. یک خط ملودی نیز به تنهایی می‌تواند در مسیر خود با حرکات کروماتیک و استفاده از نت‌های زینت مدگردی انجام دهد.

## انواع مدگردی

### مدگردی دیاتونیک

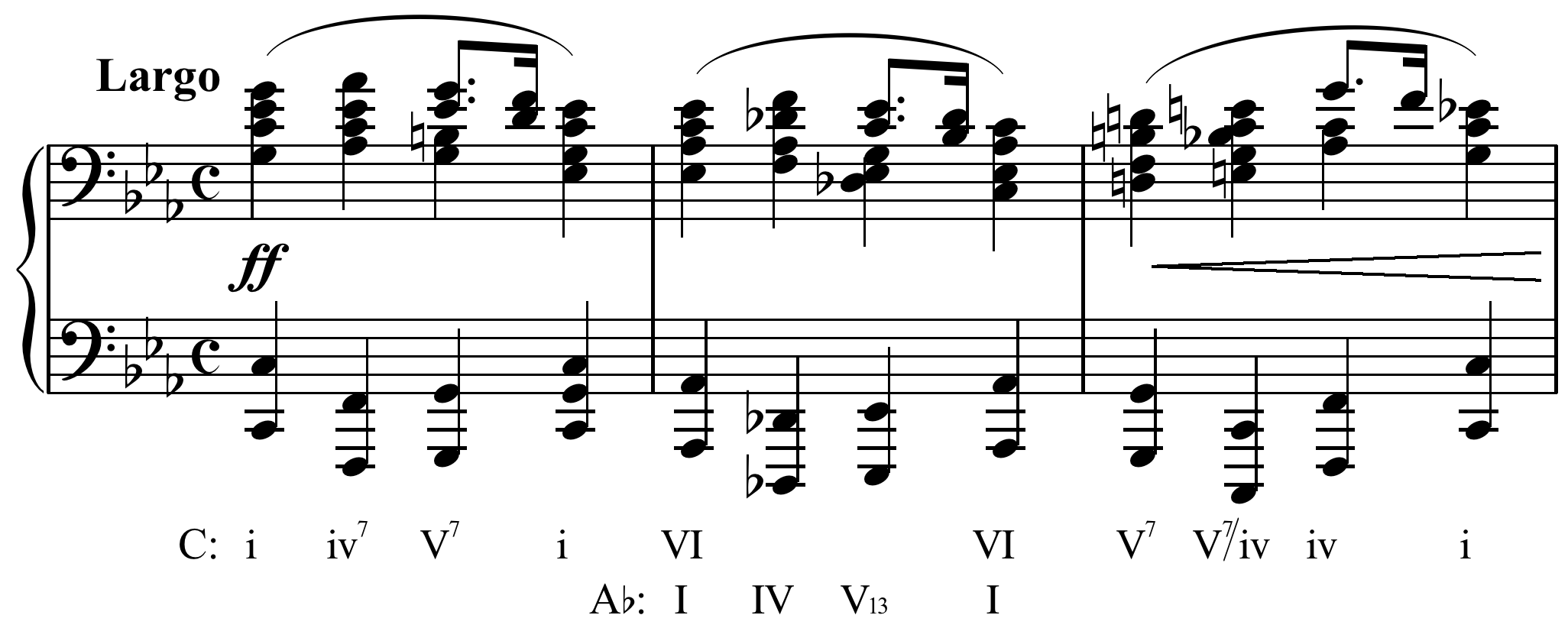
مدگردی با آکورد مشترک: شروع پرلود در دو مینور، اپوس ۲۸، شماره ۲۰، اثر فردریک شوپن.

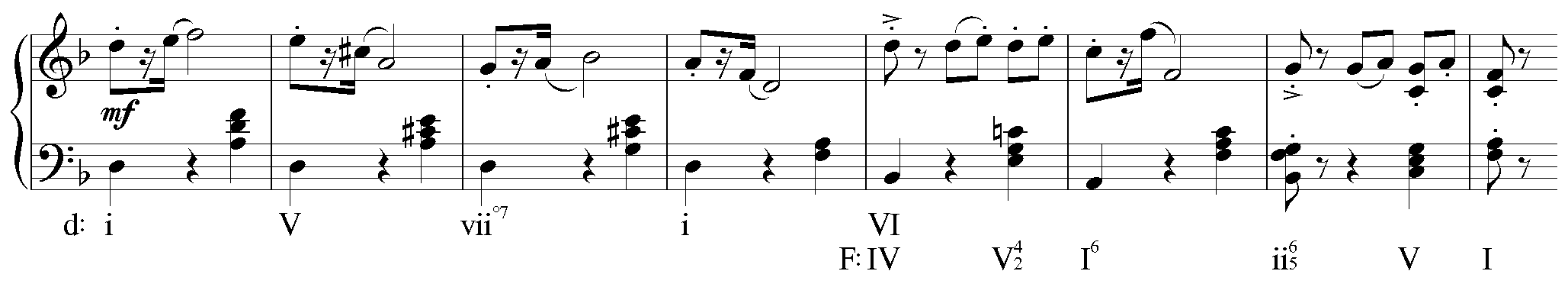
مدگردی با آکورد مشترک: از «آلبوم برای کودکان» (۱۸۸۷)، اپوس ۳۹، شماره ۱۰، مازورکا، اثر چایکوفسکی.

مدولاسیون دیاتونیک از راه آکوردهای واسطه یا مشترک بین دو گام، گام نسبی و گام نزدیک صورت می‌پذیرد و به همین ترتیب می‌توان به گام‌های خیلی دور مدولاسیون کرد. یکی از روش‌های «مدولاسیون دیاتونیک» برای «گام‌های بالا رونده»، استفاده از درجهٔ پنجمِ گام به عنوان آکورد واسطه (با یک دیز اختلاف)، برای «گام‌های پایین رونده»، استفاده از درجهٔ چهارم گام (با یک بمل اختلاف) است. در ادامه، با یک «کادانس کامل»، تنالیتهٔ جدید تثبیت می‌شود.
مدگردی با «آکورد مشترک» از راه گام اصلی به گام مقصد، معمولاً از طریقِ گام نزدیک صورت می‌گیرد و «استفاده از آکوردهایی که مشترک در دو گام هستند، مدگردی را نرم‌تر می‌کند». به عنوان مثال گام‌های سل ماژور و ر ماژور دارای چهار آکورد مشترک هستند. نمودار زیر به راحتی آکوردهای مشترک دو گام را نشان می‌دهد که در آن با درجات یک و چهار (I-IV)، سه و دو (iii-vi)، پنج و یک (V-I)، شش و دو (vi-ii)، مشترک هستند:
| سل ماژور | I سل ماژور  | ii لا مینور | iii سی مینور | IV دو ماژور       | V ر ماژور | vi می مینور | viio فا دیز کاسته |
| ر ماژور  | IV سل ماژور | V لا ماژور  | vi سی مینور  | viio دو دیز کاسته | I ر ماژور | ii می مینور | iii فا دیز مینور  |
هر آکورد با همان نتِ پایه و دیگر آکوردها (ماژور، مینور، کاسته) می‌توانند به عنوانِ «آکورد مشترک» استفاده شوند؛ ولی با این حال و به‌طور کلی آکوردهایی که در سبک اصلی قطعه نمی‌گنجند، مانند آکورد درجه هفتِ گام (آکورد کاسته، vii)، احتمالاً به عنوان «آکورد مشترک» انتخاب نمی‌شود.

### مدگردی کروماتیک

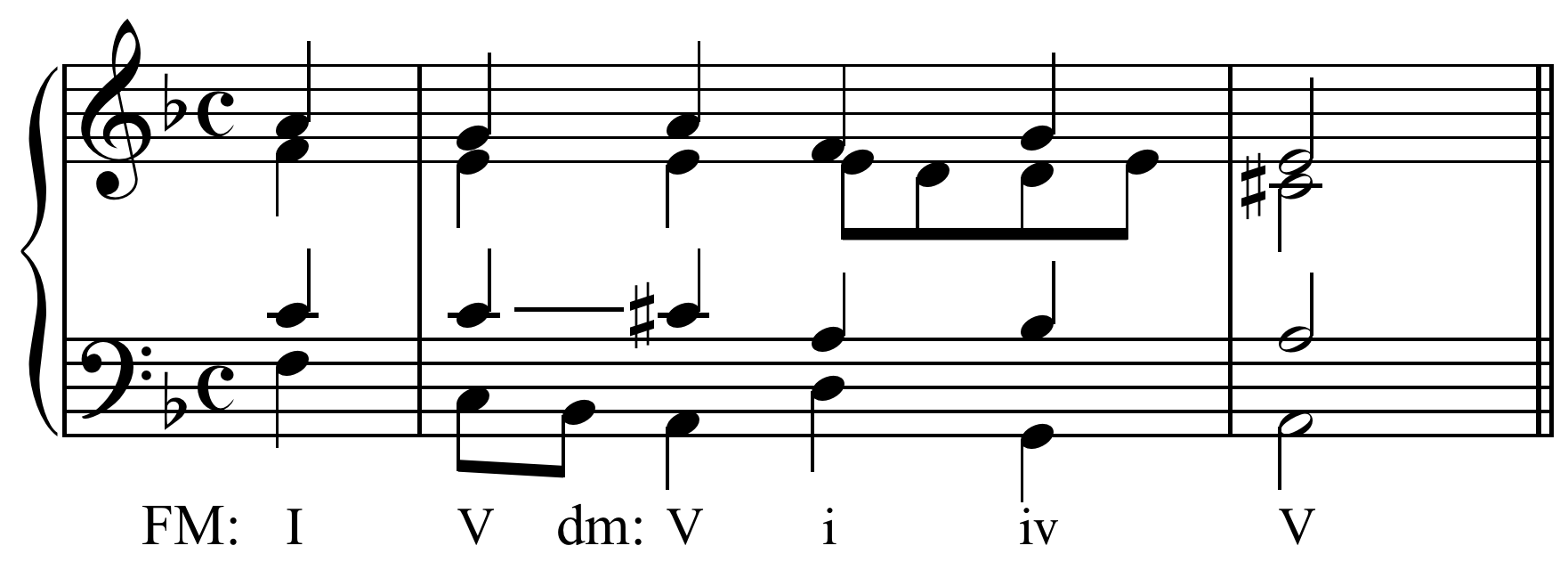
مدگردی کروماتیک: اثر یوهان سباستیان باخ (BWV 300, mm. 5–6) با کادانس نیمه تمام. با انتقال از فا ماژور به ر مینور از طریق دو بکار به دو دیز بین آکورد دوم و سوم، در این مدگردی آکورد مشترک وجود ندارد.

مدولاسیون کروماتیک و حرکتِ کروماتیک، به مدهای کلیسایی بر می‌گردد که با تغییرات نیم‌پرده‌ای به بالا یا پایین، باعث تغییرات در هارمونی شد. این تغییرات که از علامت عرضی استفاده می‌کردند، نتِ «آلتره» نام گرفت و این تغییرات، درجهٔ گام را تغییر نمی‌داد (مانند گام مینور هارمونیک). با استفاده از «آلتراسیون» (تغییرات نیم‌پرده‌ای)، آکوردهایی ایجاد شد به نام «آکورد آلتره» یا «آکورد تغییریافته» که باعث تنوع و غنای هارمونی گردید. آکورد آلتره درجهٔ گام را تغییر نمی‌دهد و فقط برای تقویت آکورد برای وصل به آکورد بعدی است. در مدولاسیون کروماتیک همان راه‌های مدولاسیون دیاتونیک وجود دارد با این تفاوت که آکوردهای واسطه، آکوردهایی تغییریافته و آلتره هستند.
مدولاسیون کروماتیک به این دلیل نامگذاری شده‌است که در نقطه‌ای از پیشرفت کروماتیک رخ می‌دهد، و شامل تغییر کروماتیک یک یا چند نت است که با «علامت عَرَضی» رخ می‌دهد و در نتیجه به همان وضع باقی می‌ماند. مدولاسیون کروماتیک اغلب بین گام‌هایی رخ می‌دهد که به هم نزدیک نیستند. یک آکورد فرعی یا دیگر آکوردهای تغییریافته مانند آکورد آلتره، هنگامی استفاده می‌شوند که بتوانند تغییر کروماتیکی به بالا یا پایین انجام دهند و مسیر گام جدید را هدایت کنند (در هارمونی چهار بخشی برای گروه کر، تغییر فقط در یک بخش از صدا صورت می‌گیرد).

### مدگردی آنارمونیک
مدولاسیون آنارمونیک و اصطلاح آنارمونیک یا «مترادف» زمانی استفاده می‌شود که دو نُت، دو آکورد یا دو گام، نام‌های مختلفی دارند اما دارای یک صدای واحد باشند، مانند «دو دیز» و «ر بمل». در مدولاسیون آنارمونیک، پیوندِ آکورد واسطه به روشِ آنارمونیک تغییر کرده و «نقشی» متفاوت در گام جدید پیدا می‌کند.

## یادداشت
1. ↑  Charles-Henri de Blainville
2. ↑  Alteration
3. ↑  مفهوم امروزی آنارمونیک، بعد از زمانی است که فواصل موسیقی غرب دارای اعتدال مساوی شد.[۱۹]